# Géologie de la Charente-Maritime
Du point de vue géologique, la Charente-Maritime occupe la partie septentrionale du Bassin aquitain, l'un des trois bassins sédimentaires en France, dont elle partage l'histoire géologique. Au nord, le département est séparé du Massif armoricain par la vaste dépression du Marais poitevin. Au nord-est, le seuil du Poitou sépare le département du Bassin parisien.
Les formations géologiques influent considérablement sur la géomorphologie du département, ses paysages naturels, les sols ainsi que les habitats naturels. 
Le sous-sol de la Charente-Maritime est exclusivement composé de roches sédimentaires âgées du Mésozoïque, du Cénozoïque et du Quaternaire. 
Les roches sont essentiellement constituées de calcaires, de marnes, d'argiles et de grès. La partie nord du département est occupée par des calcaires et des marnes du Jurassique supérieur (Oxfordien à Tithonien en passant par le Kimméridgien), marquant principalement les paysages de l'île de Ré, du nord de l'île d'Oléron et de la plaine d'Aunis. Les terrains du Crétacé supérieur se composent essentiellement de calcaires crayeux, de calcaires à Rudistes, d'argiles et de calcaires sableux âgés du Cénomanien au Campanien (Saintonge, rives de l'estuaire de la Gironde). Des terrains sablo-argileux du Cénozoïque occupent la partie sud-est du département (Montendre, Montguyon). Les marais littoraux (Rochefort, Brouage, Poitevin) sont composés d'alluvions fluvio-marines du Quaternaire. Les importants cordons littoraux se composent de sables et de dunes formés au cours du Quaternaire et demeurent en constante évolution (ex. Grande Côte, Côte Sauvage, pointes de Gatseau et des Saumonards).
Le sous-sol charentais-maritime est structuré selon quelques failles et des plis plurikilométriques ouverts (anticlinaux et synclinaux : synclinal de Saintes, anticlinal de Jonzac) et orientés NO-SE (direction dite « armoricaine »). Le département est situé dans une zone à la sismicité qualifiée de faible (sud du département) à modérée (nord du département).

## Le Jurassique supérieur en Aunis
En Charente-Maritime, les étages du Jurassique représentés sont l'Oxfordien, le Kimméridgien et le Tithonien. Les terrains du Jurassique supérieur sont présents dans le nord du département (plaine d’Aunis, une partie de la Saintonge, île de Ré, une partie de l'île d'Oléron). Comme pour l’ensemble du soubassement de la Charente-Maritime, les terrains du Jurassique supérieur suivent une direction héritée de la tectonique varisque (direction dite « armoricaine ») et globalement orientée NO-SE.
Les terrains les plus anciens en Charente-Maritime sont ceux de l'Oxfordien au nord du département, en bordure du Marais poitevin, sur une ligne allant d’Esnandes à Courçon en passant par Villedoux, Marans et Charron, et au nord de l'île de Ré (Loix). Ces affleurements sont constitués d'une alternance de marnes et de calcaires argileux bien visibles près de Villedoux et à la pointe Saint-Clément à Esnandes.

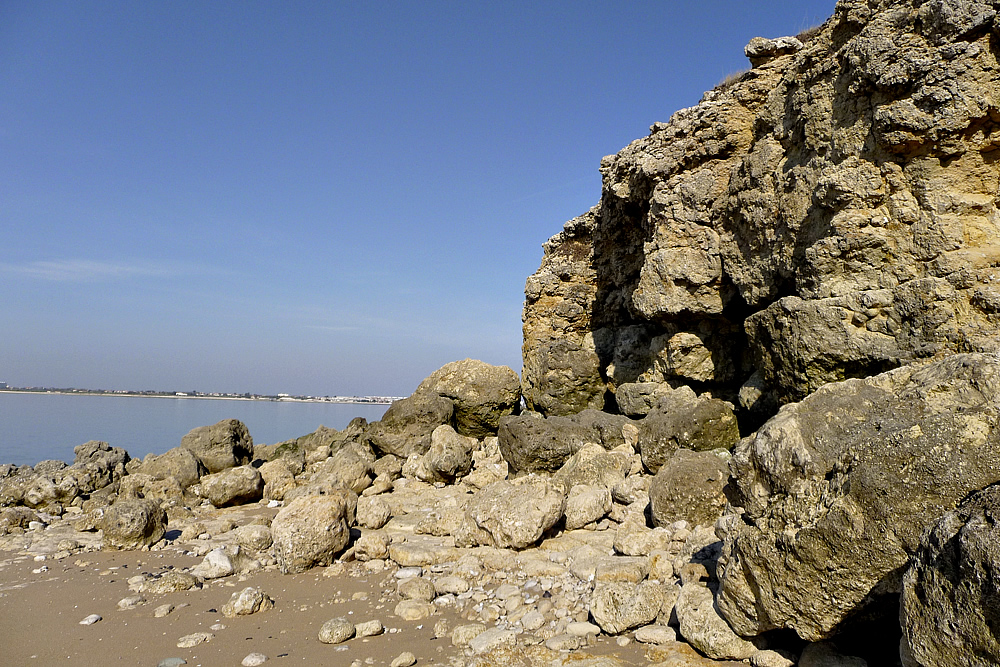
La pointe du Chay, à Angoulins-sur-Mer, constitue un des caps de l'Aunis, formé des calcaires à coraux, du Kimméridgien inférieur.

Le Kimméridgien (155-151 Ma) est l’étage du Jurassique supérieur qui prédomine en Charente-Maritime. Il était anciennement dénommé « Séquanien » pour le Kimméridgien inférieur et « Virgulien » pour le Kimméridgien supérieur, deux appellations aujourd'hui obsolètes. Le Kimméridgien occupe une grande partie de l’île de Ré et se prolonge sur le continent en suivant une direction ESE jusqu’à la limite départementale avec les Deux-Sèvres, englobant la plaine de l’Aunis où se situent Surgères et d’Aigrefeuille-d'Aunis et la forêt de Benon, ainsi que la partie méridionale du seuil du Poitou sur lequel se trouvent les forêts de Chizé et d’Aulnay. Sur le littoral de l’Aunis, les roches du Kimméridgien sont visibles dans les falaises et les caps, dénommés localement  « pointes », pointe du Plomb à L'Houmeau, pointe de Chef-de-Baie et pointe des Minimes à La Rochelle, pointe du Chay à Angoulins-sur-Mer. Ces avancées de terre sur la mer sont armées par des calcaires alors que les baies et les anses sont occupées par des marnes plus sensibles à l'érosion.
Une large bande formée de marnes et d’argiles du Kimméridgien s’étire depuis Châtelaillon-Plage et Yves jusqu’à Tonnay-Boutonne, englobant toute la « cuvette » du marais de Rochefort, et se prolonge à l’est dans les secteurs d’Aulnay et de Néré. Au nord de Saint-Jean-d'Angély, la présence de calcaires rompt ce secteur évidé par la formation d’un dôme allongé et boisé occupé par le bois d’Essouvert.
L’étage du Tithonien (marnes, de calcaires oolithiques et de marnes gypseuses et anciennement dénommé « Portlandien ») affleure dans le canton de Matha et jusqu’en limite de l’Angoumois, et au nord de l’île d’Oléron. Dans la région de Matha, ces calcaires du Tithonien, ayant résisté à l’érosion, ont créé une ligne de crête qui domine la plaine de Matha par un ensemble de collines d’une cinquantaine de mètres de hauteur en moyenne. Les argiles et marnes gypseuses du Tithonien (faciès dit du « Purbeckien ») sont des terrains tendres qui affleurent dans l’île d’Oléron, à Brizambourg, aux environs de Saint-Jean-d'Angély.

## Le Crétacé supérieur en Saintonge
Des sables et des argiles âgés de l'Aptien et du Cénomanien inférieur affleurent dans le secteur de Cadeuil, La Gripperie-Saint-Symphorien et Saint-Sornin. Ce sont les terrains les plus anciens du Crétacé affleurant en Charente-Maritime.
Les terrains du Crétacé supérieur en Charente-Maritime sont représentés par le Cénomanien, le Turonien, le Coniacien, le Santonien et le Campanien. Comme les terrains sédimentaires du Jurassique supérieur, ils suivent une orientation générale NO-SE.
L’étage du Cénomanien est en contact direct avec les couches du Jurassique supérieur, principalement le Tithonien. Le Cénomanien affleure de part et d'autre des rives du fleuve Charente.Le Cénomanien "inférieur" s’étend de l’île d'Aix et de la Pointe de la Fumée, à l’ouest, à Burie, à l’est en limite du département voisin de la Charente. Le Cénomanien inférieur contient des dépôts de bois silicifiés visibles à l’île d'Aix,. Le Cénomanien moyen court le long de la vallée de la Charente des deux côtés du fleuve et a laissé d’importantes formations calcaires extraites dans la région de Saint-Savinien, célèbre pour ses carrières de pierres de taille. Le Cénomanien supérieur constitue une très large bande de terrains entièrement située au sud du fleuve Charente, s’étendant depuis l’île d’Oléron jusqu’à Saint-Genis-de-Saintonge. Constitué essentiellement de marnes, cet étage est également présent dans l’île Madame, au sud de l’embouchure de la Charente. Il correspond à une vaste boutonnière de soixante kilomètres de longueur sur dix kilomètres de largeur que forme l’anticlinal de Jonzac. 

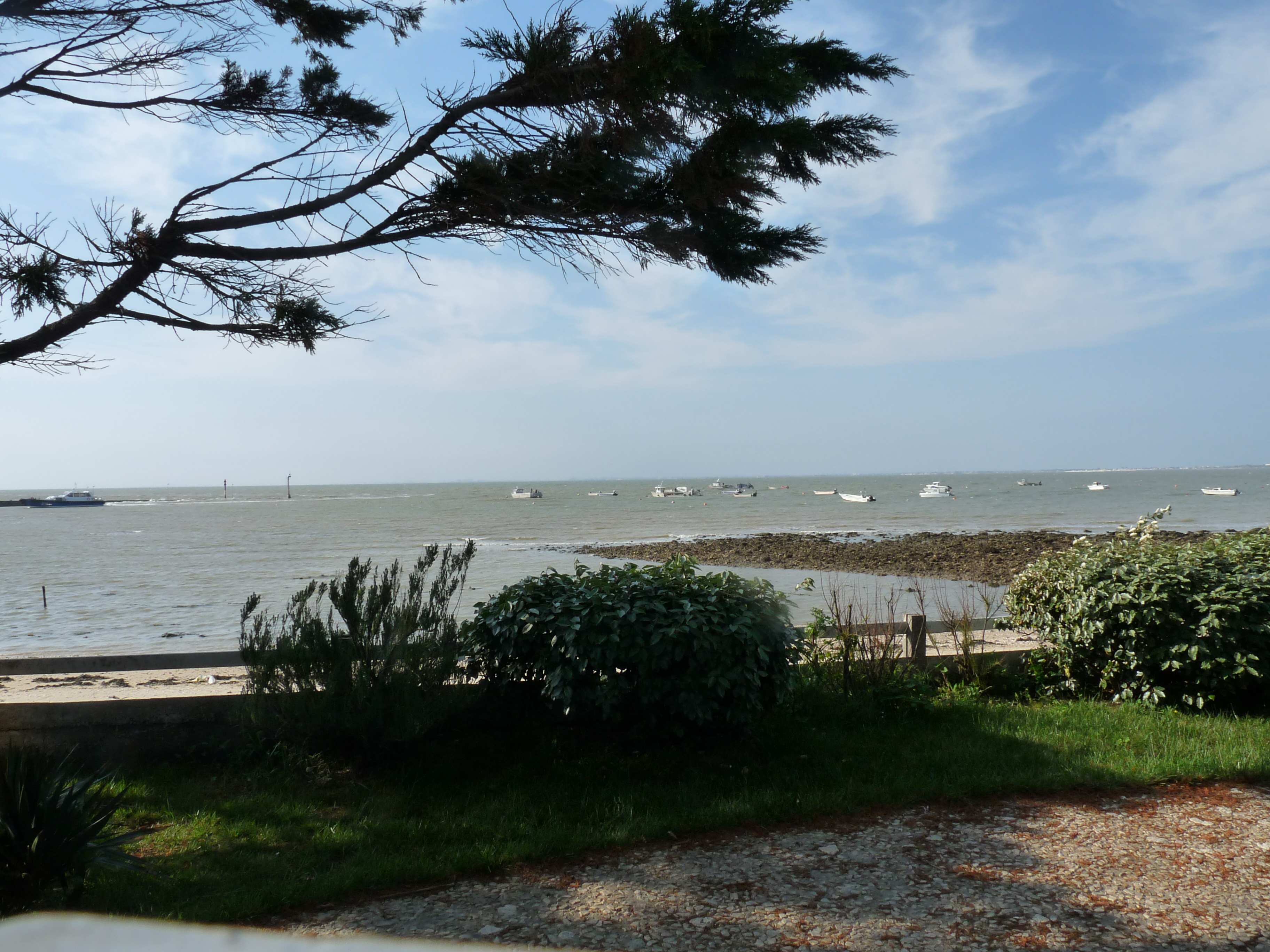
La Pointe de la Fumée est constituée de roches du Cénomanien, comme l'île d'Aix et l'île Madame.

Les strates du Turonien sont constituées de marnes et de calcaires, de Port-des-Barques jusqu’à Saintes en passant par Soubise et Saint-Porchaire, et arme le synclinal de Saintes, singularisé par son alignement de buttes et de collines boisées. Le Turonien se retrouve également sur un axe qui va de Port-des-Barques à Jonzac et, enfin, sur un autre alignement qui va de Nieulle-sur-Seudre à Jonzac. Composés majoritairement de calcaires gréseux et résistants, ils donnent les alignements surélevés qui dominent la dépression de l’anticlinal évidé de Jonzac. Les calcaires crayeux fins du Turonien moyen ont été largement exploités à l'échelle du département, notamment dans les célèbres carrières de Crazannes,.
Les terrains du Coniacien, du Santonien et du Campanien sont présents entre Burie et Vénérand, où l'étage Santonien – dérivant du nom latin de la ville de Saintes – est représenté par des calcaires blanchâtres à silex. Il présente une sédimentation détritique avec des fragments de silex et des dépôts d’argiles à silex qui apparaissent sous forme de lentilles argileuses activement exploitées pour la céramique locale, notamment à La Chapelle-des-Pots.
Le Campanien marque la rive droite de l’estuaire de la Gironde, par des falaises blanches de calcaires crayeux.

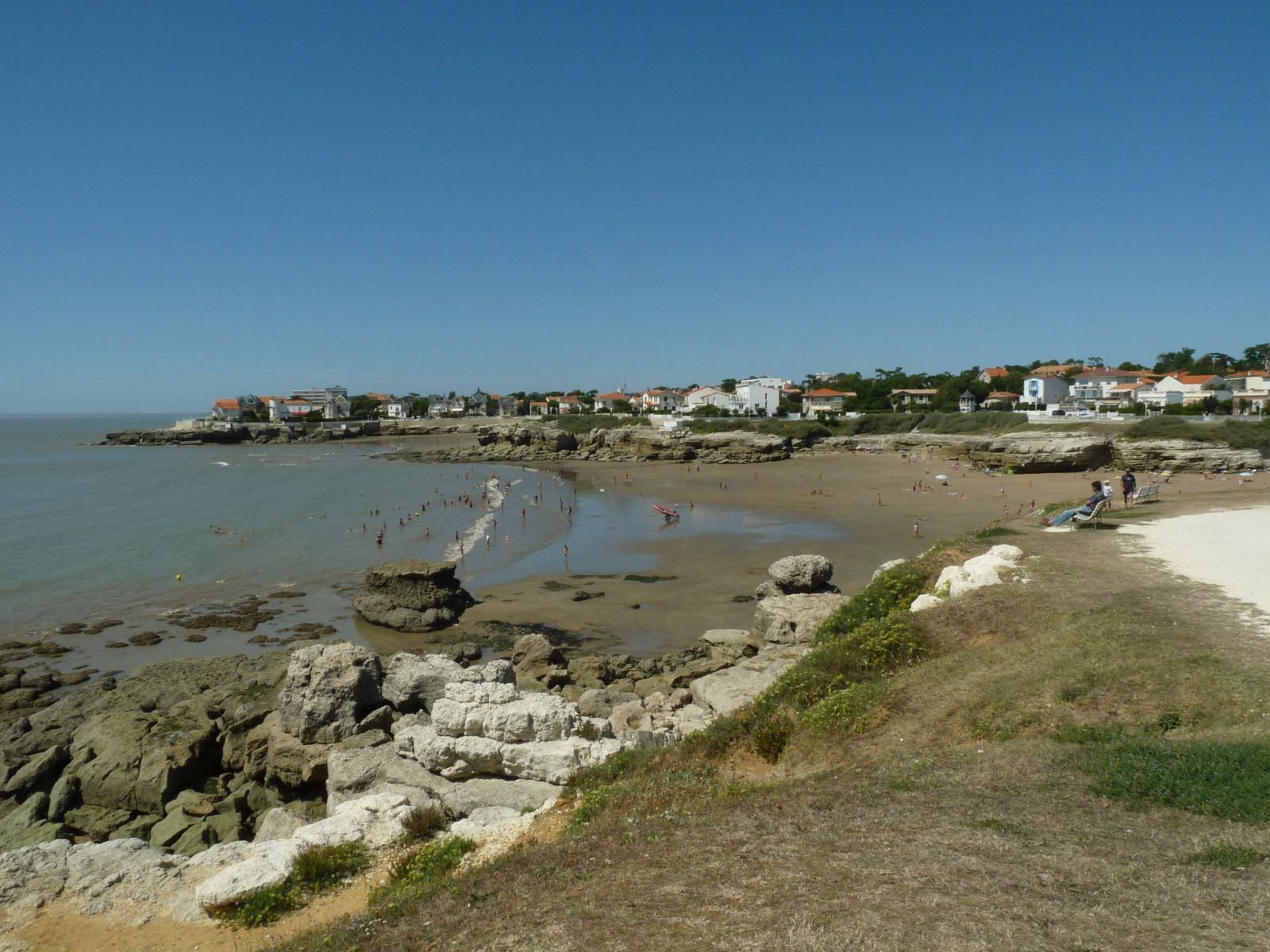
Plages du Chay et du Pigeonnier à Royan, encadrées par des calcaires crayeux du Campanien supérieur.

## Le Cénozoïque en Charente-Maritime
En Charente-Maritime, les terrains âgés du Cénozoïque sont de deux types :
- D'origine marine : calcaires et calcaires gréseux du Lutétien-Bartonien (ex. Royan, Saint-Palais-sur-Mer);
- D'origine continentale : sables, conglomérats, grès, argiles kaoliniques, argiles, silcrètes du Paléocène à l'Oligocène (ex. Montguyon, Montendre).

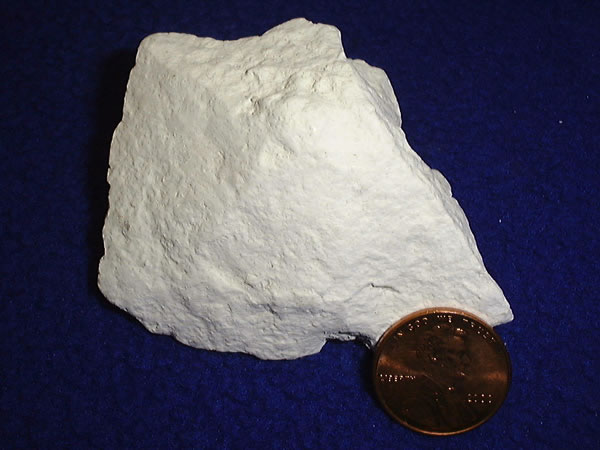
Kaolin, exploité dans les carrières à ciel ouvert de Clérac et de Saint-Aigulin, dans la Double saintongeaise.

Les dépôts d'origine marine sont le résultat d'incursions limitées de la mer (transgressions) au cours du Lutétien et du Bartonien. Il s'agit principalement de calcaires à milioles et de calcaire gréseux, bien visibles à Saint-Palais-sur-Mer (pont du Diable).
Les dépôts d'origine continentale sont le résultat d'une période d'altération et d'érosion de roches préexistantes au cours du Paléocène, de l'Eocène et de l'Oligocène. Le continent, émergé, est soumis aux aléas climatiques, à l'altération et à l'érosion. Les roches sont majoritairement formées de sables, de grès et d'argiles, dont certaines sont exploités pour le kaolin (Clérac et à Saint-Aigulin).
Les terrains siliceux à argilo-siliceux sont peu propices à l'agriculture et sont recouverts par de vastes forêts, notamment de résineux.

## Le Quaternaire en Charente-Maritime
Issues des nombreuses transgressions marines dont la dernière est celle du Flandrien, les formations géologiques du Quaternaire sont les plus récentes en Charente-Maritime et recouvrent le cinquième du département.
Ces formations sont connues aujourd’hui notamment par les dépôts de "bri", une argile fine à scrobiculaire d’origine fluvio-marine qui constitue le sous-sol des marais littoraux et de l'aval des vallées fluviatiles (Seudre, Gironde, Charente).

Les alluvions fluviatiles constituent d'importantes formations géologiques du Quaternaire. Les alluvions anciennes (Pléistocène) composent les hautes et les moyennes terrasses. Elles se composent de cailloux siliceux, de sables et de graviers, ainsi que de galets calcaires. Les alluvions récentes à actuelles (Holocène) constituent les basses terrasses et les lits actuels des cours d'eau. Elles sont souvent sableuses, limoneuses, à vaseuses.

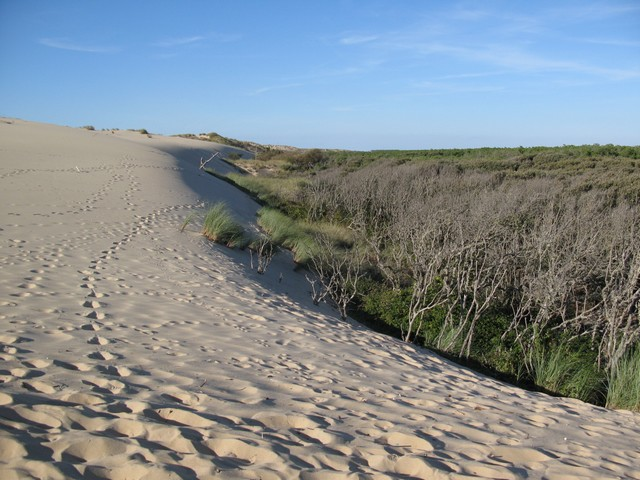
La forêt de la Coubre dans la presqu'île d'Arvert, peine à contenir l'avancée de la dune.

Les terrains du Quaternaire sont également représentés par les sables des cordons littoraux (plages, dunes, flèches et tombolos) qui ne cessent d’évoluer en gré des courants et de la houle. Les plages de la Grande Côte, des îles d'Oléron et de Ré sont dominés par des dunes, particulièrement importantes dans la presqu'île d'Arvert. La flèche sableuse de la pointe de la Coubre isole la baie de Bonne Anse à l'entrée de l'estuaire de la Gironde. Un bel exemple de tombolo est visible entre l'île Madame et Port-des-Barques.